# 上卡庞
上卡庞是巴西圣卡塔琳娜州的一个市镇。总面积1335.28平方公里，总人口3210人，人口密度2.4人/平方公里。